# 20. ceremonia wręczenia Satelitów
20. ceremonia wręczenia Satelitów za rok 2015 odbyła się 21 lutego 2016 roku w Los Angeles. Nominacje do tej nagrody zostały ogłoszone przez IPA 1 grudnia 2015.

## Nominowani

### Produkcje kinowe
| Najlepszy film | Najlepsza reżyseria |
| --- | --- |
| Spotlight - Big Short - Pakt z diabłem - Most szpiegów - Brooklyn - Carol - Marsjanin - Zjawa - Pokój - Sicario | Tom McCarthy – Spotlight - Lenny Abrahamson – Pokój - Tom Hooper – Dziewczyna z portretu - Alejandro G. Iñárritu – Zjawa - Ridley Scott – Marsjanin - Steven Spielberg – Most szpiegów |
| Najlepszy aktor | Najlepsza aktorka |
| Leonardo DiCaprio – Zjawa - Matt Damon – Marsjanin - Johnny Depp – Pakt z diabłem - Michael Fassbender – Steve Jobs - Tom Hardy – Legend - Eddie Redmayne – Dziewczyna z portretu - Will Smith – Wstrząs | Saoirse Ronan – Brooklyn - Cate Blanchett – Carol - Blythe Danner – Spotkajmy się we śnie - Brie Larson – Pokój - Carey Mulligan – Sufrażystka - Charlotte Rampling – 45 lat |
| Najlepszy aktor drugoplanowy | Najlepsza aktorka drugoplanowa |
| Christian Bale – Big Short - Paul Dano – Love & Mercy - Michael Keaton – Spotlight - Mark Ruffalo – Spotlight - Sylvester Stallone – Creed: Narodziny legendy - Benicio del Toro – Sicario | Alicia Vikander – Dziewczyna z portretu - Elizabeth Banks – Love & Mercy - Jane Fonda – Młodość - Rooney Mara – Carol - Rachel McAdams – Spotlight - Kate Winslet – Steve Jobs |
| Najlepszy scenariusz oryginalny | Najlepszy scenariusz adaptowany |
| Spotlight – Tom McCarthy i Josh Singer - Most szpiegów – Matt Charman, Joel Coen i Ethan Coen - W głowie się nie mieści – Pete Docter, Josh Cooley i Meg LeFauve - Love & Mercy – Michael Alan Lerner i Oren Moverman - Straight Outta Compton – Jonathan Herman i Andrea Berloff - Sufrażystka – Abi Morgan | Steve Jobs – Aaron Sorkin - Pakt z diabłem – Jez Butterworth i Mark Mallouk - Dziewczyna z portretu – Lucinda Coxon - Marsjanin – Drew Goddard - Zjawa – Alejandro G. Iñárritu i Mark L. Smith - Pokój – Emma Donoghue |
| Najlepszy film animowany | Najlepszy film zagraniczny |
| W głowie się nie mieści - Anomalisa - Dobry dinozaur - Fistaszki – wersja kinowa - The Prophet - Baranek Shaun | Syn Szawła (Węgry) - Zabójczyni (Tajwan) - Zupełnie Nowy Testament (Belgia) - Widzę, widzę (Austria) - Słońce w zenicie (Chorwacja) - Labirynt kłamstw (Niemcy) - Mustang (Francja) - Gołąb przysiadł na gałęzi i rozmyśla o istnieniu (Szwecja) - Prawie jak matka (Brazylia) - Sa-do (Korea Południowa) |
| Najlepszy film dokumentalny | Najlepsze zdjęcia |
| Amy Scena ciszy - Becoming Bulletproof - Best of Enemies - W krainie karteli - Drunk Stoned Brilliant Dead: The Story of the National Lampoon - Droga do wyzwolenia. Scjentologia, Hollywood i pułapki wiary - To ja, Malala - Pole walki - Where to Invade Next | Mad Max: Na drodze gniewu – John Seale - Most szpiegów – Janusz Kamiński - Marsjanin – Dariusz Wolski - Zjawa – Emmanuel Lubezki - Sicario – Roger Deakins - Spectre – Hoyte van Hoytema |
| Najlepsza muzyka filmowa | Najlepsza piosenka filmowa |
| Carol – Carter Burwell - Dziewczyna z portretu – Alexandre Desplat - W głowie się nie mieści – Michael Giacchino - Marsjanin – Harry Gregson-Williams - Spectre – Thomas Newman - Spotlight – Howard Shore | „Til It Happens to You” (Lady Gaga i Diane Warren) – Pole walki - „Cold One” (Jenny Lewis i Johnathan Rice) – Nigdy nie jest za późno - „Love Me Like You Do” (Max Martin, Savan Kotecha, Ilya Salmanzadeh, Ali Payami i Tove Nilsson) – Pięćdziesiąt twarzy Greya - „One Kind of Love” (Brian Wilson) – Love & Mercy - „See You Again” (DJ Frank E, Charlie Puth, Wiz Khalifa i Andrew Cedar) – Szybcy i wściekli 7 - „Writing’s on the Wall” (Sam Smith i Jimmy Napes) – Spectre                                                                        |
| Najlepsze efekty specjalne | Najlepsza scenografia i dekoracje wnętrz |
| The Walk. Sięgając chmur – Kevin Baillie, Jim Gibbs, Viktor Muller i Sébastien Moreau - Everest – Stefan Andersson, Dadi Einarsson, Arne Kaupang i Richard Van Den Bergh - Jurassic World – Tim Alexander, Glen McIntosh, Tony Plett i Michael Meinardus - Mad Max: Na drodze gniewu – Andrew Jackson, Tom Wood, Dan Oliver i Andy Williams - Marsjanin – Richard Stammers, Chris Lawrence, Anders Langlands i Steven Warner - Spectre – Steve Begg i Chris Corbould | Most szpiegów – Adam Stockhausen - Kopciuszek – Dante Ferretti - Dziewczyna z portretu – Eve Stewart - Makbet – Fiona Crombie - Mad Max: Na drodze gniewu – Colin Gibson - Spectre – Dennis Gassner |
| Najlepszy montaż | Najlepszy dźwięk |
| Sicario – Joe Walker - Most szpiegów – Michael Kahn - Carol – Affonso Gonçalves - Marsjanin – Pietro Scalia - Spectre – Lee Smith - Steve Jobs – Elliot Graham | Marsjanin – Mac Ruth, Paul Massey, Mark Taylor i Oliver Tarney - W głowie się nie mieści – Michael Semanick, Tom Johnson, Doc Kane, Ren Klyce i Shannon Mills - Jurassic World – Christopher Boyes, Pete Horner, Kirk Francis, Al Nelson i Gwendolyn Yates Whittle - Mad Max: Na drodze gniewu – Ben Osmo, Chris Jenkins, Gregg Rudloff, Scott Hecker, Mark Mangini i David White - Sicario – John T. Reitz, Tom Ozanich, William Sarokin i Alan Robert Murray - Spectre – Stuart Wilson, Scott Millan, Gregg Rudloff, Per Hallberg i Karen Baker Landers |
| Najlepsze kostiumy | Najlepsza obsada |
| Zabójczyni – Huang Wen-ying - Kopciuszek – Sandy Powell - Dziewczyna z portretu – Paco Delgado - Z dala od zgiełku – Janet Patterson - Makbet – Jacqueline Durran - Sa-do – Shim Hyun-seob | Spotlight – Mark Ruffalo, Michael Keaton, Rachel McAdams, Liev Schreiber, John Slattery, Brian d’Arcy James i Stanley Tucci |

### Produkcje telewizyjne
| Najlepszy serial dramatyczny | Najlepszy serial komediowy |
| --- | --- |
| Zadzwoń do Saula – AMC - American Crime – ABC - Bloodline – Netflix - Deutschland 83 – Sundance Channel - Fargo – FX - Mr. Robot – USA Network - Narcos – Netflix - Ray Donovan – Showtime | Dolina Krzemowa – HBO - Brooklyn 9-9 – FOX - Jane the Virgin – The CW - Sex&Drugs&Rock&Roll – FX - The Spoils Before Dying – IFC - Unbreakable Kimmy Schmidt – Netflix - Figurantka – HBO |
| Najlepszy miniserial | Najlepszy film telewizyjny |
| Pot i łzy – Starz - Aminata - siła miłości – BET - Pot i łzy – Starz - Saints & Strangers – Nat Geo - Kto się odważy – HBO - Wolf Hall – BBC Two, PBS | Stockholm, Pennsylvania – Lifetime - Bessie – HBO - Zabić Jezusa – Nat Geo - Słowik – HBO |
| Najlepszy serial gatunkowy | |
| Żywe trupy – AMC - American Horror Story: Hotel – FX - Gra o tron – HBO - Humans – AMC - Into the Badlands – AMC - Jonathan Strange & Mr Norrell – BBC One, BBC America - Pozostawieni – HBO - Orphan Black – BBC America - Dom grozy – Showtime | |
| Najlepszy aktor w serialu dramatycznym | Najlepsza aktorka w serialu dramatycznym |
| Dominic West – The Affair jako Noah Solloway - Kyle Chandler – Bloodline jako John Rayburn - Timothy Hutton – American Crime jako Russ Skokie - Rami Malek – Mr. Robot jako Elliot Alderson - Bob Odenkirk – Zadzwoń do Saula jako Jimmy McGill - Liev Schreiber – Ray Donovan jako Ray Donovan                                                                   | Claire Danes – Homeland jako Carrie Mathison - Kirsten Dunst – Fargo jako Peggy Blomquist - Lady Gaga – American Horror Story: Hotel jako Elizabeth Johnson - Taraji P. Henson – Empire jako Cookie Lyon - Felicity Huffman – American Crime jako Barbara „Barb” Hanlon - Tatiana Maslany – Orphan Black jako Various Characters - Robin Wright – House of Cards jako Claire Underwood |
| Najlepszy aktor w serialu komediowym | Najlepsza aktorka w serialu komediowym |
| Jeffrey Tambor – Transrodzic jako Maura Pfefferman - Louis C.K. – Louie jako Louie - Will Forte – The Last Man on Earth jako Phil Miller - Colin Hanks – Scenki z życia jako Greg Short - Chris Messina – Świat według Mindy jako dr Danny Castellano - Thomas Middleditch – Silicon Valley jako Richard Hendriks                                                 | Taylor Schilling – Orange Is the New Black jako Piper Chapman - Jamie Lee Curtis – Królowe krzyku jako Dean Cathy Munsch - Julia Louis-Dreyfus – Veep jako Selina Meyer - Amy Poehler – Parks and Recreation jako Leslie Knope - Gina Rodriguez – Jane the Virgin jako Jane Gloriana Villanueva - Lily Tomlin – Grace i Frankie jako Frankie Bergstein                                 |
| Najlepszy aktor w miniserialu lub filmie telewizyjnym | Najlepsza aktorka w miniserialu lub filmie telewizyjnym |
| Mark Rylance – Wolf Hall jako Thomas Cromwell - Martin Clunes – Arthur i George jako Arthur Conan Doyle - Michael Gambon – Trafny wybór jako Howard Mollison - Oscar Isaac – Show Me a Hero jako Nick Wasicsko - Damian Lewis – Wolf Hall jako Henryk VIII Tudor - Ben Mendelsohn – Bloodline jako Danny Rayburn - David Oyelowo – Nightingale jako Peter Snowden | Sarah Hay – Pot i łzy jako Claire Robbins - Samantha Bond – Home Fires jako Frances Barden - Aunjanue Ellis – Aminata – siła miłości jako Aminata Diallo - Claire Foy – Wolf Hall jako Anna Boleyn - Queen Latifah – Bessie jako Bessie Smith - Cynthia Nixon – Stockholm, Pennsylvania jako Marcy Dargon                                                                              |
| Aktor drugoplanowy | Aktorka drugoplanowa |
| Christian Slater – Mr. Robot jako pan Robot / Edward Alderson - Jonathan Banks – Zadzwoń do Saula jako Mike Ehrmantraut - Peter Dinklage – Gra o tron jako Tyrion Lannister - Elvis Nolasco – American Crime jako Carter Nix - Michael K. Williams – Bessie jako Jack Gee                                                                                         | Rhea Seehorn – Zadzwoń do Saula jako Kim Wexler - Catherine Keener – Show Me a Hero jako Mary Dorman - Regina King – American Crime jako Aliyah Shadeed - Helen McCrory – Dom grozy jako Evelyn Poole - Mo’Nique – Bessie jako Ma Rainey - Julie Walters – Indian Summers jako Cynthia Coffin                                                                                          |
| Najlepsza obsada serialu telewizyjnego | |
| American Crime – Felicity Huffman, Timothy Hutton, W. Earl Brown, Richard Cabral, Regina King, Caitlin Gerard, Benito Martinez, Penelope Ann Miller, Elvis Nolasco i Johnny Ortiz | |

### Nowe media
| Najlepsza gra akcji / przygodowa | Najlepsze wydanie na Blu-ray                                                                              |
| --- | --- |
| Rise of the Tomb Raider – (Crystal Dynamics, Eidos Montréal, Nixxes Software, Square Enix, Microsoft Studios) - The Room Three – (Fireproof Studios) - Wiedźmin 3: Dziki Gon – (CD Projekt Red, Warner Bros. Interactive Entertainment, BNEI, Spike Chunsoft) - Call of Duty: Black Ops III – (Treyarch, Beenox, Mercenary Technology, Raven Software) - Fallout 4 – (Bethesda Game Studios) - Halo 5: Guardians – (343 Industries, Microsoft Studios) - Star Wars: Battlefront – (EA Digital Illusions CE, Lucasfilm) | Downton Abbey Sezon 6 - Inside Out - Masterpiece: Worricker – The Complete Series - Downton Abbey Sezon 5 |